# Friedhof (Deidesheim)
Der  Friedhof der pfälzischen Landstadt Deidesheim ist mit seiner Friedhofskapelle und einigen kulturhistorisch bedeutenden Grabmälern nach dem Denkmalschutzgesetz des Landes Rheinland-Pfalz als Denkmalzone ausgewiesen.

## Lage
Der Friedhof liegt am nordwestlichen Ortsrand Deidesheims. Direkt im Osten schließt sich der Jüdische Friedhof an. Westlich am Friedhof vorbei verläuft der Leinhöhlweg, auf dessen anderen Seite die Weinlage Deidesheimer Leinhöhle liegt.

## Geschichte

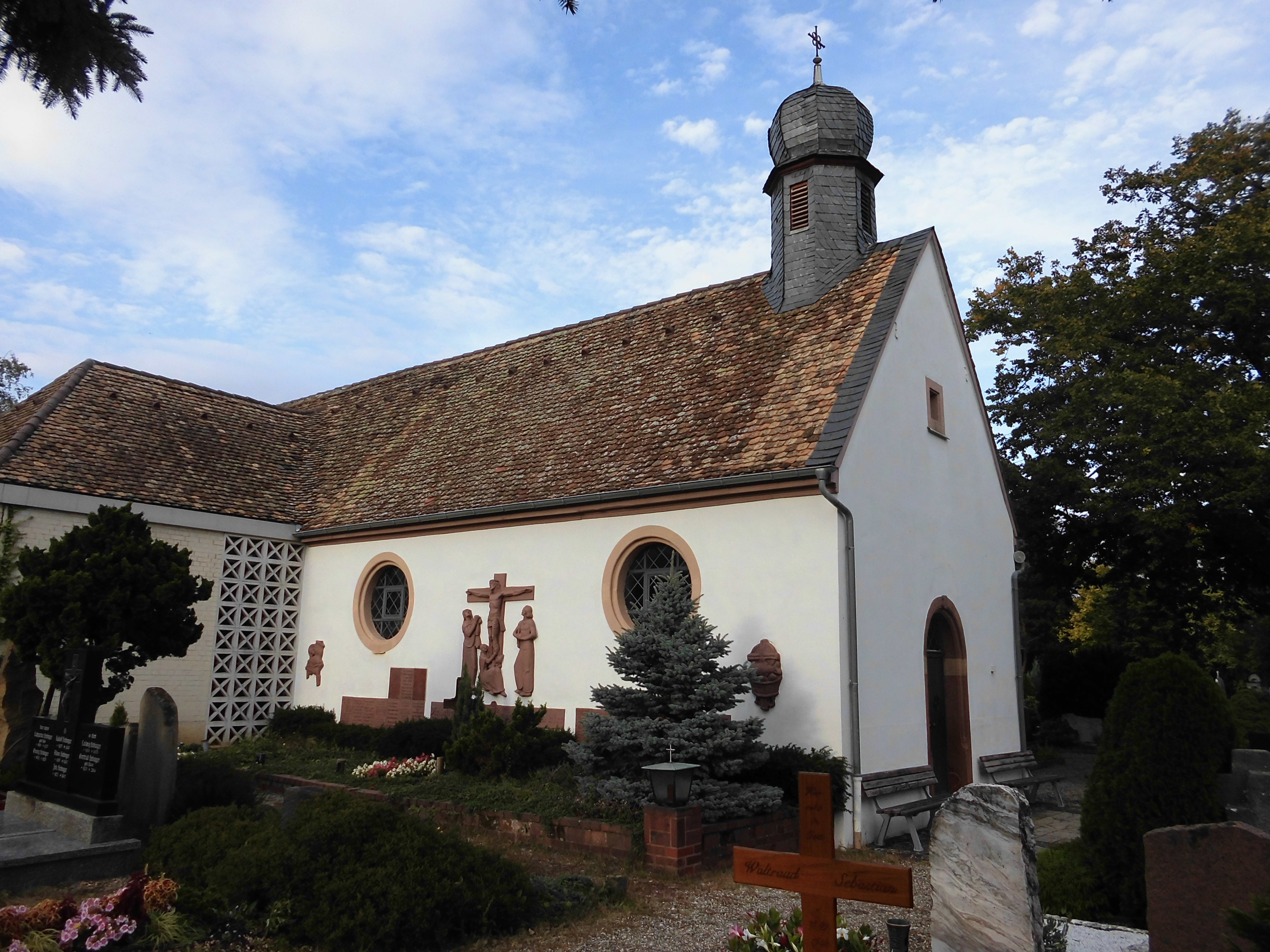
Friedhofskapelle

Früher war der Friedhof Deidesheims um die Pfarrkirche in der Ortsmitte herum angelegt, davon zeugen heute noch das Friedhofskreuz, das Beinhaus und die Ölbergkapelle an der Pfarrkirche mit einer Pietà.
Der neue Friedhof wurde wegen des zunehmenden Wachstums der Bevölkerung Deidesheims außerhalb der Deidesheimer Stadtmauer in der „Benn“ angelegt. Er wurde 1593 erstmals erwähnt. Der neue Friedhof war anfangs von der Bevölkerung nicht sehr geschätzt, hier wurden zunächst nur arme Leute und Ortsfremde bestattet. Erst seit Mitte des  18. Jahrhunderts, als auf dem alten Friedhof keine Gräber mehr angelegt wurden, fanden alle christlichen Toten hier ihre letzte Ruhe. Anstelle eines Kruzifixes, das hier früher stand, wurde 1619 die Friedhofskapelle erbaut; das Datum lässt sich neben dem Schlussstein des Eingangsportals ablesen. Die Kapelle ist Josef von Arimathäa geweiht, dem Schutzpatron der Sterbenden. Von 1956 bis 1958 wurde die Kapelle renoviert, dabei wurde das kleine Türmchen daraufgesetzt, in dem eine Glocke hängt. An der Westseite der Friedhofskapelle wurde 1956 ein Priestergrab angelegt, etwas östlich der Kapelle entstand 1958 ein Grab für Ordensschwestern. 1965 wurde die Kapelle um einen Querbau ergänzt und zu einer Leichenhalle umfunktioniert.
Erweitert wurde die Fläche des Friedhofs 1849 und vor einigen Jahren nochmals nach Westen.

## Anlage

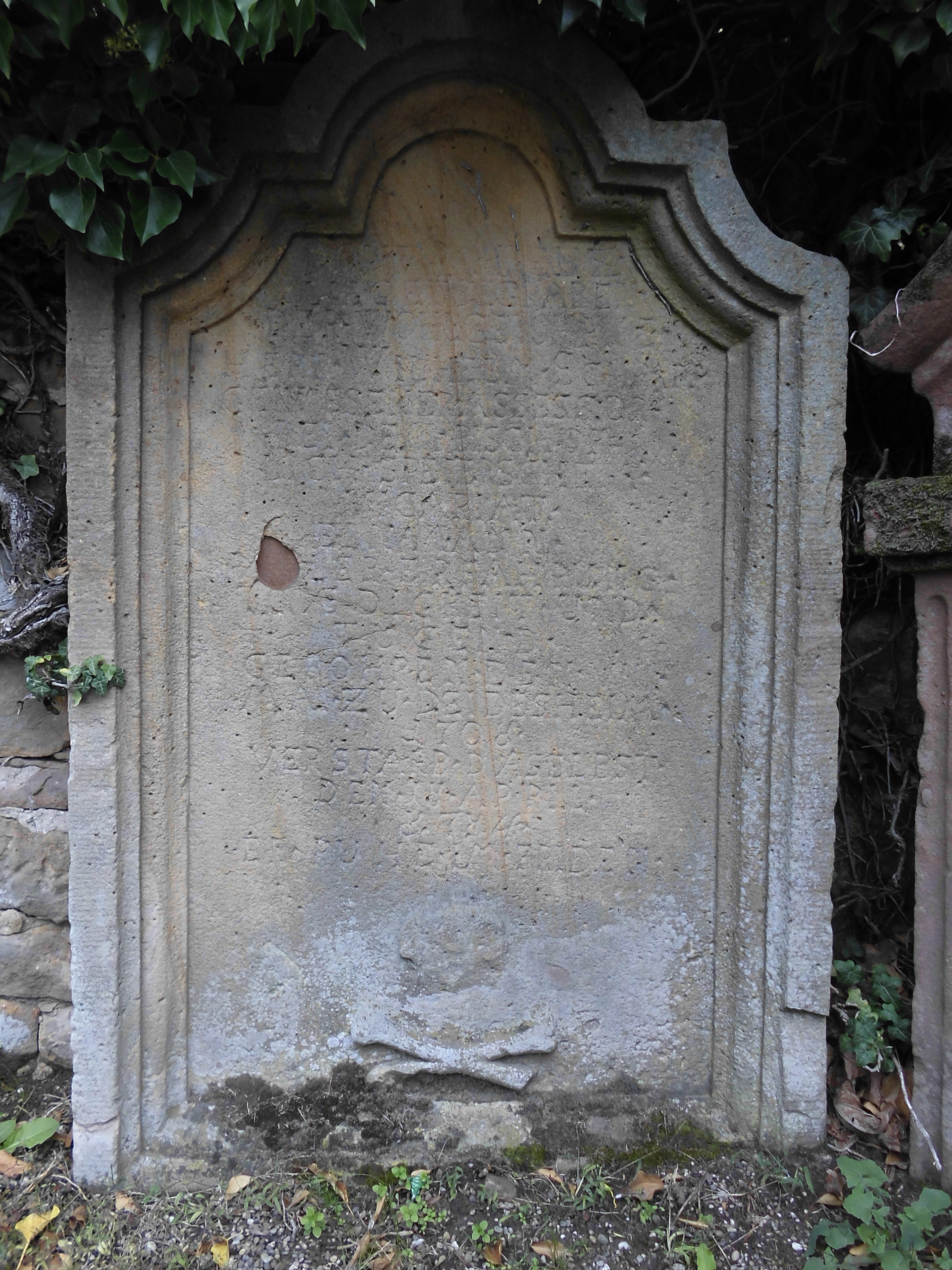
Grabstein des Wilhelm Michael Schmit

Die Ummauerung des alten Teils des Friedhofs stammt aus dem 18./19. Jahrhundert, teilweise ist sie noch älter.
Bei der Friedhofskapelle handelt es sich um einen einfachen Saalbau mit einer schmucklosen Flachdecke. Die runden Fenster auf der Seite stammen vom letzten Umbau. Das Gebäude trägt ein Satteldach, das über dem Eingangsbereich mit einer barockisierenden Zwiebelhaube bekrönt ist. Der rundbogige Eingang ist mit der Jahreszahl 1619 bezeichnet. Auf dem Schlussstein des Portals ist das Deidesheimer Wappen abgebildet, das zu der damaligen Zeit – im Unterschied zum heutigen Stadtwappen – nur einen sechsstrahligen Stern aufwies, der sich im rechten oberen Winkel des Wappens befindet. Daneben befinden sich noch zwei Monogramme auf dem Sandsteinrahmen des Portals: Zum einen „WF“, versehen mit einem Kreuz, und „SW“, versehen mit einer Brezel. Das letztere könnte ein Hinweis auf eine Stiftung der Deidesheimer Bäckerzunft sein.
Die Grabmäler und -steine des Friedhofs stammen aus einem Zeitraum, der sich über mehrere Jahrhunderte erstreckt, entsprechend divers sind auch die Stilrichtungen, in denen sie beschaffen sind.
Einer der ältesten Grabsteine des Friedhofs ist derjenige des Wilhelm Michael Schmit († 1784), er war Assessor beim bischöflichen Vikariat Speyers. Sein Grabstein, im Stile des Spätbarock, ist aus Gelbsandstein beschaffen und trägt einen Totenkopf mit zwei gekreuzten Knochen darunter. Das aufwändigste Grabmal des Friedhofs ist dasjenige der Familie Jordan/Bassermann-Jordan, eine Neorenaissance-Anlage, deren Rückwand einen geschwungenen Aufsatz mit barockisierendem Sprenggiebel trägt, in dessen Mitte eine Urne angebracht ist. Vorne an der Wand befinden fünf als Grabmäler oder Doppelgrabmäler geschaffene Stelen im Stile der Früh- und Hochrenaissance, in die Medaillons mit Bildnisreliefs der Verstorbenen aus weißem Marmor eingelassen sind.

## Gräber bekannter Persönlichkeiten

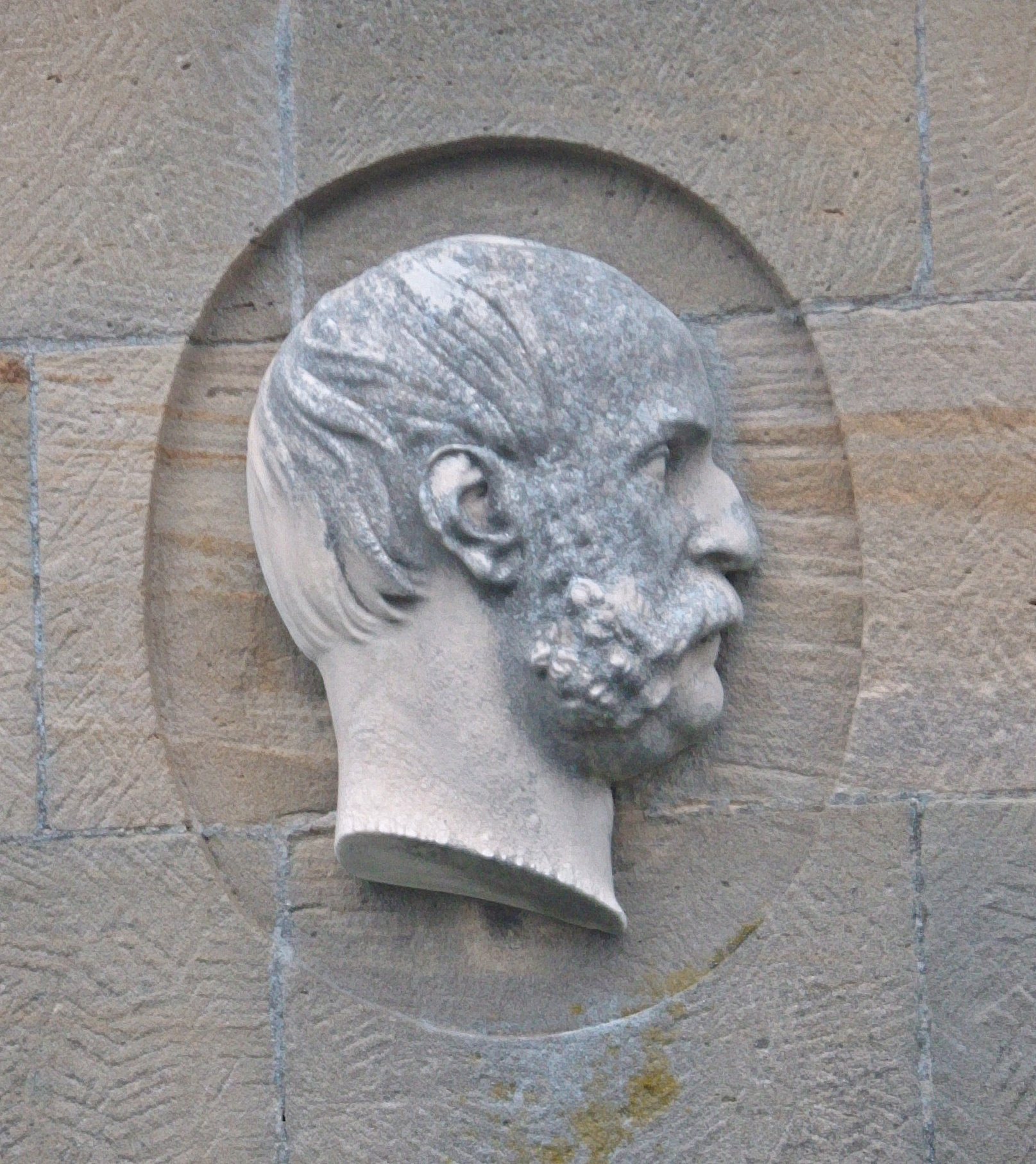
Grabmal von Franz Peter Buhl, Bildnismedaillon

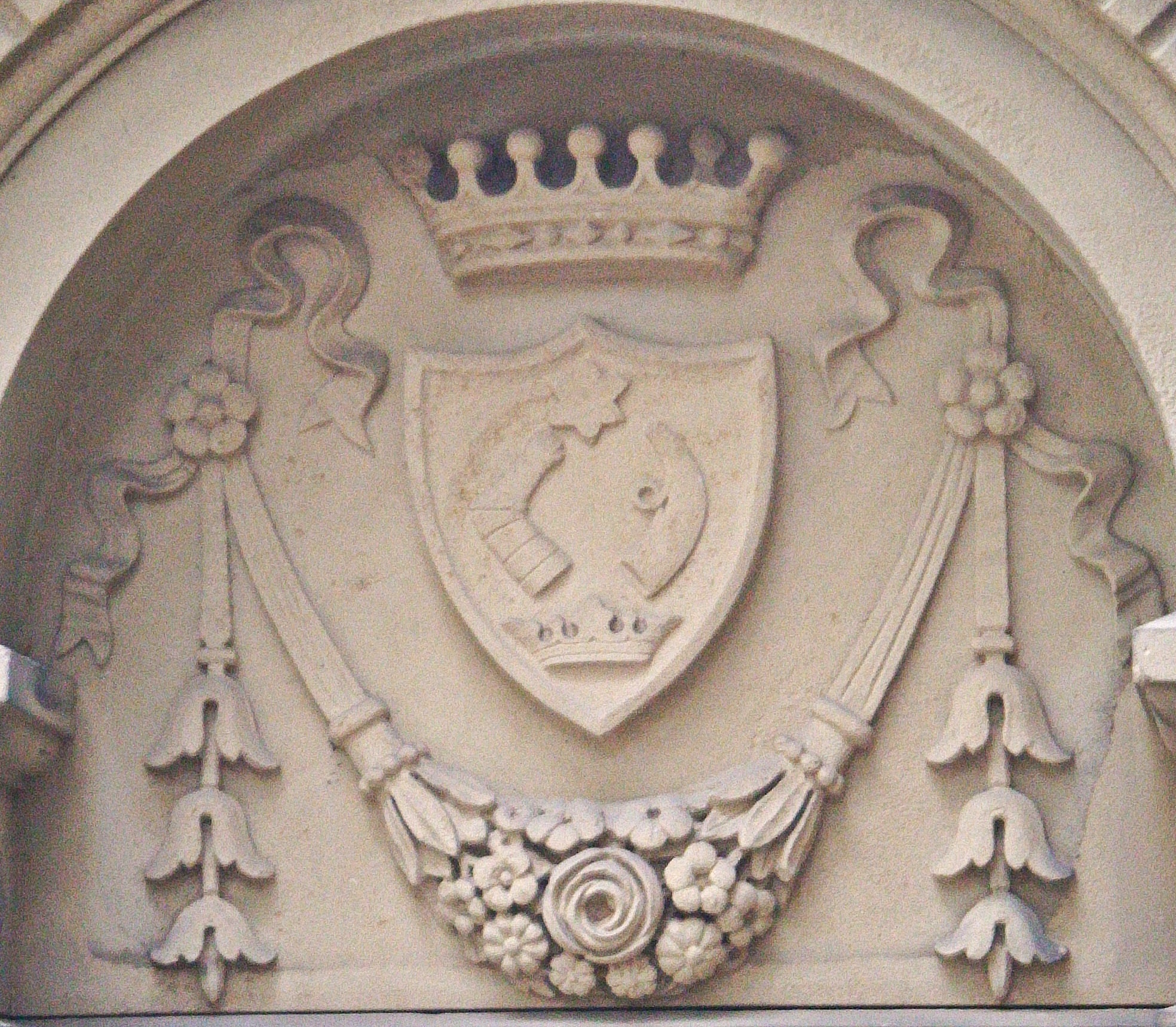
Grabmal von Anna von Szent-Ivanyi, gründerzeitlicher Grabstein aus Gelbsandstein

Einige bekannte Persönlichkeiten wurden hier bestattet, und ihre Grabmäler sind noch erhalten, darunter sind:
- Andreas Jordan (1775–1848), Winzer und Politiker
- Anna von Szent-Ivanyi (1797–1889), Weingutsbesitzerin und Wohltäterin
- Carl Heinrich Schultz (1805–1867), Arzt und Botaniker
- Franz Peter Buhl (1809–1862), Winzer und Politiker
- Ludwig Andreas Jordan (1811–1883), Winzer und Politiker
- Emil Bassermann-Jordan (1835–1915), Bankier und Winzer
- Franz Armand Buhl (1837–1896), Winzer und Politiker
- Eugen Buhl (1841–1910), Winzer und Politiker
- Heinrich Buhl (1848–1907), Politiker und Rechtswissenschaftler
- Johann Julius Siben (1851–1907), Winzer und Politiker
- Josef Giessen (1858–1944), Politiker
- Josef Siben (1864–1941), Winzer und Politiker
- Franz Eberhard Buhl (1867–1921), Winzer und Politiker
- Ludwig Bassermann-Jordan (1869–1914), Winzer
- Friedrich von Bassermann-Jordan (1872–1959), Winzer und Weinbau-Historiker
- Carl Anton Piper (1874–1938), Politiker und Schriftsteller
- Frida Piper-von Buhl (1876–1952), Winzerin
- Arnold Siben (1882–1957), Winzer und Politiker
- Heinrich Hartz (1886–1965), katholischer Priester
- Hanns Haberer (1890–1967), Politiker
- Theo Becker (1927–2006), Önologe
- Stefan Gillich (1932–2019), Kommunalpolitiker
- Achim Niederberger (1957–2013), Unternehmer